# Knockando (Moray)
Pour les articles homonymes, voir Knockando.
Knockando est une localité de Moray, en Écosse.